# Jean-Barthélemy Hauréau
Jean-Barthélemy Hauréau (* 9. November 1812 in Paris; † 29. April 1896 in Paris) war ein französischer Historiker und Publizist.
Hauréau veröffentlichte, nachdem er kaum das Lycée Louis-le-Grand verlassen hatte, die politische Schrift über die Bergpartei (Montagnards), La montagne (1832), die heftigen Widerspruch erweckte und später von ihm selbst verurteilt wurde. Nach vielseitiger publizistischer Tätigkeit wurde er infolge der Februarrevolution Konservator der französischen Manuskripte an der Nationalbibliothek sowie Mitglied der Konstituante.
Im Jahre 1845 gewann Hauréau den Preis der Académie des sciences morales et politiques für eine Darstellung der Geschichte der scholastischen Philosophie (De la histoire de la philosophie scolastique. 2 Bände Paris 1850). Dieses Buch zog allerdings verschiedene Missverständnisse nach sich. So hielt Hauréau in seinem republikanischen Überschwang Thierry von Chartres, dem seine Sympathien galten, fälschlicherweise für einen freidenkerischen Pantheisten und verwechselte Bernardus Silvestris mit Bernhard von Chartres.
Nach dem Staatsstreich Napoléon III. vom 2. Dezember 1851 gab er seine Stellung als Konservator an der Nationalbibliothek auf. 1861 wurde er zum Bibliothekar der Pariser Anwaltskammer ernannt, und im September 1870 zum Direktor der Nationaldruckerei, wo er bis 1882 tätig war. Hauréau war seit 1862 Mitglied der Académie des inscriptions et belles-lettres sowie seit 1878 Kommandeur der Ehrenlegion.

## Werke (Auswahl)
- La Montagne, notices historiques et philosophiques sur les principaux membres de la Montagne; avec leurs portraits gravés à l’eau-forte par Jeanron. Paris: J. Bréauté, 1834.
- La Liberté et l’égalité des cultes. Paris: L. Curmer, 1848.
- Histoire littéraire du Maine. ([Nouv. éd.] Réimpr. de l’éd. de Paris 1870–77). Genève: Slatkine, 1969. Le Mans: Société historique et archéologique du Maine, 2005 (CD-ROM).
- François Ier et sa cour, portraits, jugements et anecdotes. Paris, 1853.
- Charlemagne et sa cour (742–814). Paris, 5. Aufl. 1880.
- Les Œuvres de Hugues de Saint-Victor, essai critique. Frankfurt am Main: Minerva-Verlag, 1963, Unveränd. Nachdr. d. nouvelle éd., Paris, 1886.
- Singularités historiques et littéraires. Paris, 1861.
- Bernard et Thierry de Chartres. Paris: Impr. nationale, 1872.
- Histoire de la philosophie scolastique. Unveränd. Nachdr. [d. Ausg.] Paris 1872–1880. Frankfurt am Main: Minerva, 1966.
- Bernard Délicieux et l’Inquisition albigeoise. Reprint of the 1877 ed. published by Librairie Hachette, Paris. New York: AMS Press, 1980, ISBN 0-404-16223-1.
- Mémoire sur la vie et quelques oeuvres d’Alain de Lille. Paris, 1886.
- Des poèmes latins attribués a Saint Bernard. Paris: Klincksieck, 1890.

Auch bearbeitete er Band 15 und 16 des Werkes Gallia Christiana (1856–65), wofür ihm die Akademie wiederholt den Prix Gobert verlieh.